# Municipio de Grattan (Minnesota)
El municipio de Grattan (en inglés: Grattan Township) es un municipio ubicado en el condado de Itasca en el estado estadounidense de Minnesota. En el año 2010 tenía una población de 44 habitantes y una densidad poblacional de 0,48 personas por km².

## Geografía
El municipio de Grattan se encuentra ubicado en las coordenadas 47°46′53″N 94°5′24″O / 47.78139, -94.09000. Según la Oficina del Censo de los Estados Unidos, el municipio tiene una superficie total de 92.28 km², de la cual 89,78 km² corresponden a tierra firme y (2,71 %) 2,5 km² es agua.

## Demografía
Según el censo de 2010, había 44 personas residiendo en el municipio de Grattan. La densidad de población era de 0,48 hab./km². De los 44 habitantes, el municipio de Grattan estaba compuesto por el 79,55 % blancos, el 6,82 % eran de otras razas y el 13,64 % eran de una mezcla de razas. Del total de la población el 20,45 % eran hispanos o latinos de cualquier raza.